# 박규정 (축구인)
박규정(한국 한자: 朴奎禎, 1915년 4월 21일 ~ 2000년)은 1948년 런던 올림픽과 1954년 FIFA 월드컵에 수비수로 출전한 대한민국의 축구 선수이다. 월드컵 이후 대한민국 축구 국가대표팀 감독이 되었다.

## 생애
조선 축구 대표팀에 소집되어 대회 우승에 공헌한 뒤 1937년에는 세계 축구 선수권 대회에 출전할 일본 축구 국가대표팀에 소집되었지만 본선 명단에는 들지 못 하였다.그 다음해인 1938년에 다시 올림픽 후보군으로 뽑혔지만 이번에도 본선 명단에는 들지 못 했다.1939년에 다시 한 번 일본 축구 국가대표팀에 소집되었다.
보성전문학교 축구부 시절에는 주장직을 맡고 중국에 원정을 떠나기도 했으며 FIFA 월드컵 역사상 처음으로 39세 이상의 나이에 경기에 출전한 선수이다. 1954년 6월 17일 박규정 선수는 39세 57일의 나이로 헝가리전을 치렀다.